# Fenestella acuticosta
Fenestella acuticosta is een mosdiertjessoort uit de familie van de Fenestellidae. De wetenschappelijke naam van de soort is voor het eerst geldig gepubliceerd in 1860 door Roemer.